# クリティクス・チョイス・スーパー・アワード
クリティクス・チョイス・スーパー・アワード（英語: Critics Choice Super Awards）は、スーパーヒーロー、ホラー、SF、ファンタジー、アニメーションの各発表作品を含む大衆向け映画、テレビ、ストリーミングコンテンツの中で最も優れたものを表彰するためにクリティクス・チョイス・アソシエーションにより設立された賞である。

## 概要
クリティクス・チョイス・アソシエーションは、放送映画批評家協会（BFCA/Broadcast Film Critics Association）と放送テレビジャーナリスト協会（BTJA/Broadcast Television Journalists Association）が2019年に正式に合併して設立した組織で、400人以上のテレビ、ラジオ、オンラインの批評家とエンターテイメントの記者からなり、米国とカナダをあわせて最大規模を誇る。

## 歴史
この賞は、2020年10月12日に第1回が発表された。代行CEOであるジョーイ・バーリンによると、賞の創設意義は『他のアワードショーでは見過ごされてきた、とても長い間ジャンルで披露されている輝き、創造性、芸術的な卓越性を認識する』こと。
第1回の式典は2021年1月10日にCWテレビジョンネットワークでストリーミング配信され、ボブ・ベイン・プロダクションによって制作された。

## 部門

### 映画部門
- 最優秀アクション映画賞
- アクション映画最優秀男優賞
- アクション映画最優秀女優賞
- 最優秀アニメーション映画賞
- アニメ映画最優秀男性声優賞
- アニメ映画最優秀女性声優賞
- 最優秀スーパーヒーロー映画賞
- スーパーヒーロー映画最優秀男優賞
- スーパーヒーロー映画最優秀女優賞
- 最優秀ホラー映画賞
- ホラー映画最優秀男優賞
- ホラー映画最優秀女優賞
- 最優秀SF/ファンタジー映画賞
- SF・ファンタジー映画最優秀男優賞
- SF・ファンタジー映画最優秀女優賞
- 最優秀映画悪役俳優賞（全ジャンル）

### テレビカテゴリー
- 最優秀アクションシリーズ賞
- アクションシリーズ最優秀男優賞
- アクションシリーズ最優秀女優賞
- 最優秀アニメシリーズ賞
- アニメシリーズ最優秀男性声優賞
- アニメシリーズ最優秀女性声優賞
- 最優秀スーパーヒーローシリーズ賞
- スーパーヒーローシリーズ最優秀男優賞
- スーパーヒーローシリーズ最優秀女優賞
- 最優秀ホラーシリーズ賞
- ホラーシリーズ最優秀男優賞
- ホラーシリーズ最優秀女優賞
- 最優秀SF/ファンタジーシリーズ賞
- SF/ファンタジーシリーズ最優秀男優賞
- SF/ファンタジーシリーズ最優秀女優賞
- シリーズ最優秀悪役俳優賞（全ジャンル）